# Alfred de Vigny
Alfred Victor de Vigny (Loches, 27 de març de 1797 - París, 17 de setembre de 1863) fou un poeta, novel·lista i dramaturg francès.

## Biografia

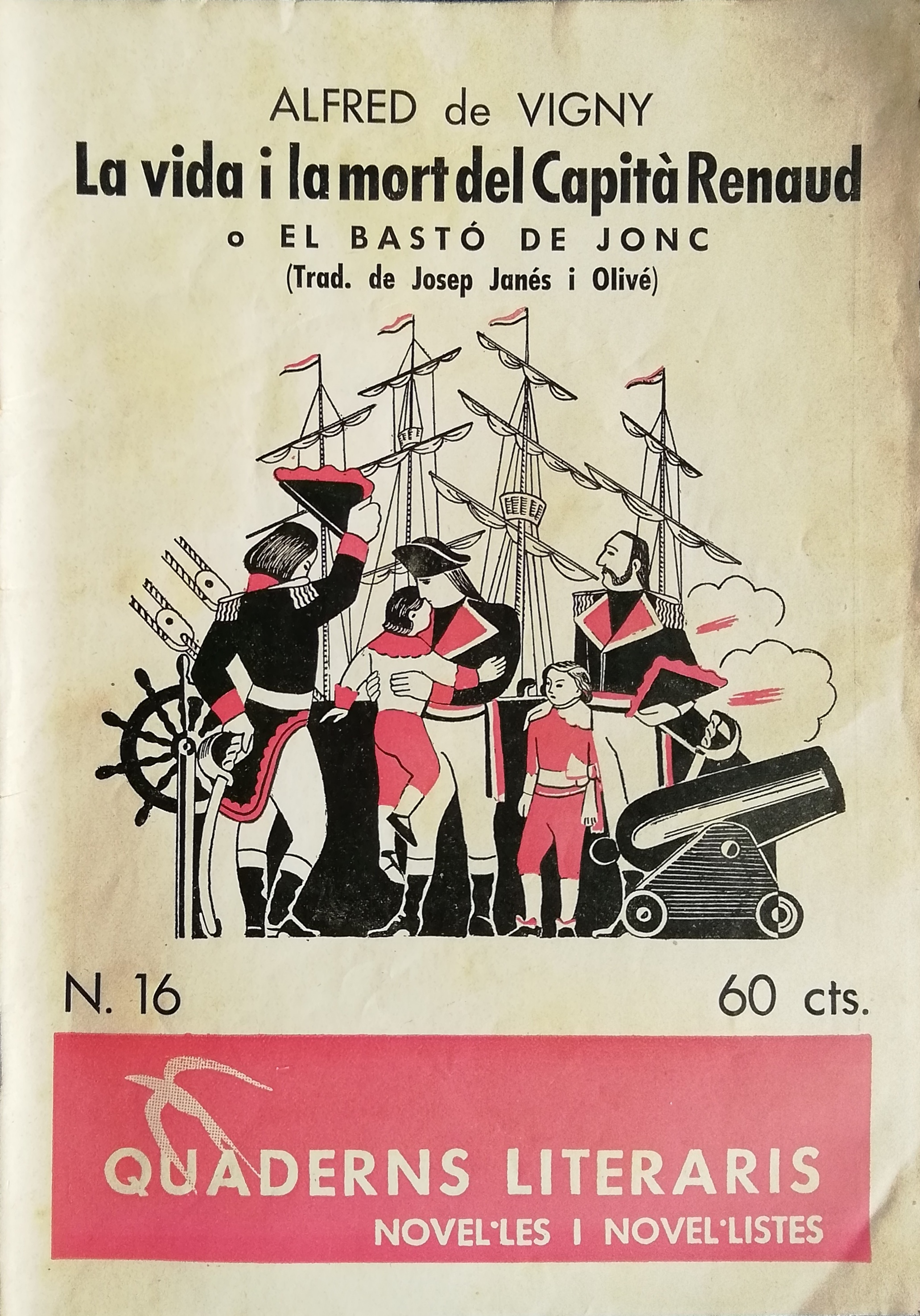
La vida i la mort del Capità Renaud o El bastó de jonc (La Vie et la mort du Capitaine Renaud ou la Canne de jonc) d'Alfred de Vigny, és l'última de les tres novel·les que comprenen el recull Servitud i grandesa militar (Servitude et grandeur militaires). Traducció catalana publicada a Barcelona l'any 1934 dins la col·lecció Quaderns Literaris

Alfred de Vigny va néixer el 27 de març de 1797 a Loches en una família aristocràtica. El seu pare va ser un veterà de la Guerra dels Set Anys, la seva mare, vint anys menor, era una dona de caràcter fort, inspirada per Jean-Jacques Rousseau, que es va encarregar personalment de l'educació de Vigny en els seus primers anys. Igual que per a totes les famílies nobles de França, la Revolució Francesa va disminuir les seves condicions de vida considerablement. Després de la derrota de Napoleó a Waterloo, va tornar la monarquia a mans de la Casa dels Borbons, sent nomenat rei Lluís XVIII, el germà de Lluís XVI, el 1814; Vigny es va associar a la companyia aristocràtica de Maison du Roi. Des de sempre atret per la literatura, i versat en història francesa i bíblica, va començar a escriure poesia. Va publicar el seu primer poema el 1820. Més endavant va publicar un poema narratiu titulat Eloa el 1824 sobre el tema llavors popular de la redempció de Satanàs, i un recull d'obres el 1826 titulat Poèmes antiques et modernes. Tres mesos després, va publicar la novel·la històrica Cinq-Mars. Amb l'èxit d'aquests dos volums, Vigny es va convertir en l'estrella de l'emergent moviment romàntic, encara que d'aquest rol seria aviat desplaçat pel seu amic Victor Hugo. Es va establir a París amb la seva promesa britànica, Lydia Bunbury, amb qui es va casar a Pau el 1825.
Vigny va treballar amb Émile Deschamps en una traducció de Romeu i Julieta el 1827. Progressivament atret pel liberalisme, va recolzar l'enderrocament de Carles X a la Revolució de juliol de 1830. El 1831, va presentar la seva primera obra teatral original anomenada La Maréchale d'Ancre, un drama històric sobre esdeveniments del regnat de Lluís XIII de França. Ocasió en la qual va conèixer a l'actriu Marie Dorval, que es va convertir en la seva amant fins a 1838 (la seva dona va quedar gairebé invàlida i mai va aprendre a parlar francès). No van tenir fills i Vigny, a més, es va sentir decebut per les segones núpcies del seu sogre, obstaculitzant l'oportunitat de rebre l'herència d'aquest.
El 1835, va produir un drama titulat Chatterton, basat en la vida de Thomas Chatterton, en el qual Marie Dorval va obtenir el paper protagonista. Chatterton és considerada un dels drames romàntics francesos més significatius i encara es representa amb regularitat. La història de Chatterton es va inspirar en un dels tres episodis de la novel·la filosòfica de Vigny Stello (1832), en què examina la relació de la poesia amb la societat i conclou que el poeta, condemnat a ser observat sota sospita en tot ordre social, ha de romandre apartat d'aquesta. Servitude et grandeur militaires (1835) va ser una meditació tripartida similar, considerant la condició dels soldats.

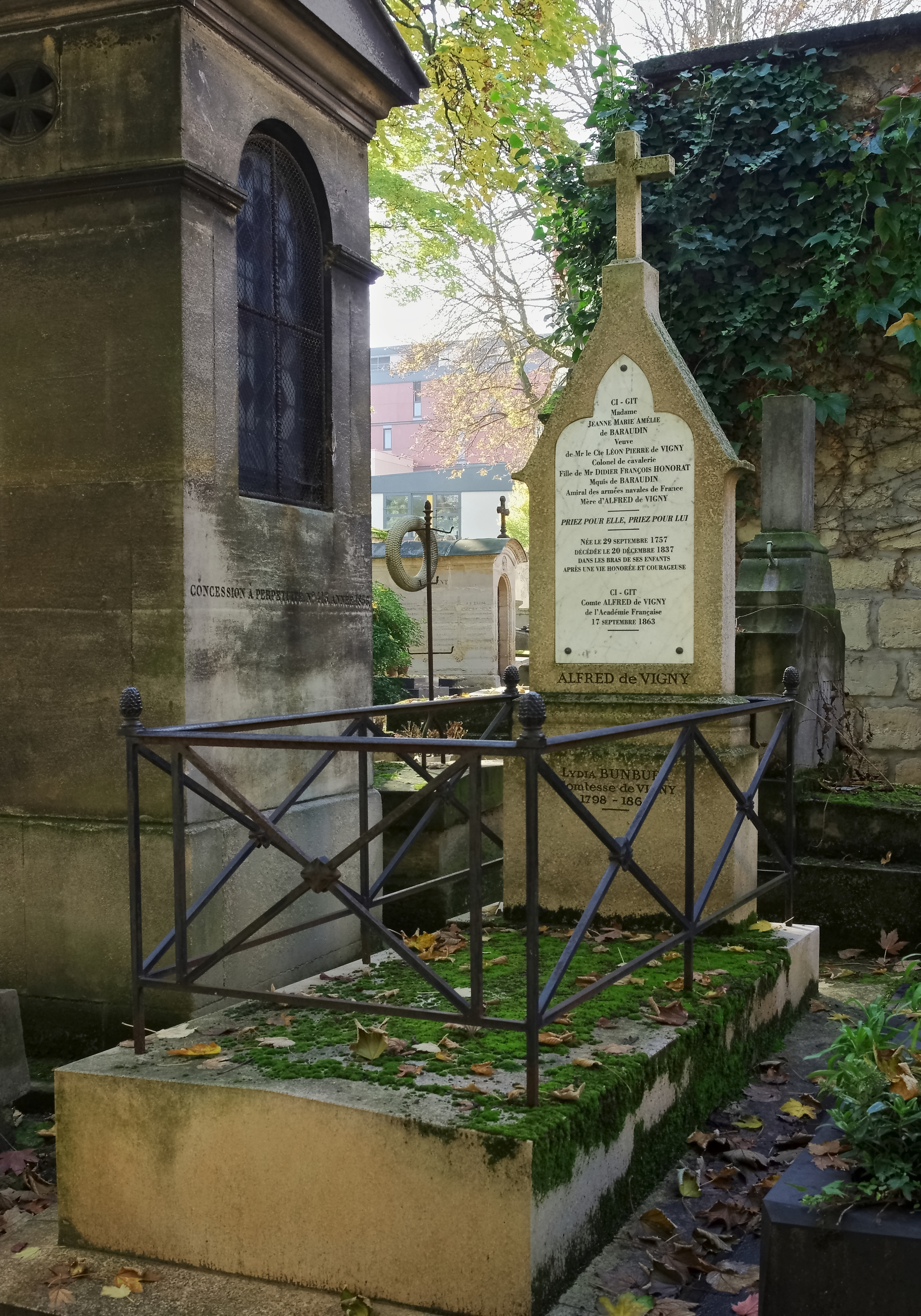

Tot i que va triomfar en la seva faceta d'escriptor, la seva vida personal no va ser precisament feliç. El seu matrimoni va ser decebedor i la relació amb Marie Dorval va ser tempestuosa i plena de gelosia. A poc a poc altres autors van anar eclipsant el seu talent literari. Després de la mort de la seva mare el 1838, va heretar la propietat de Maine-Giraud, prop d'Angulema, on Vigny va escriure alguns dels seus poemes més famosos, incloent-hi La Mort du loup i La Maison du berger. El 1845, després de diversos intents infructuosos, va ser triat com a membre de l'Acadèmia Francesa.
En els seus últims anys va deixar de publicar, encara que va continuar escrivint. Els acadèmics moderns consideren el seu diari personal com una gran obra en si mateix. Vigny es considerava més un filòsof que un autor literari. Va ser un dels primers autors francesos que es va interessar pel budisme. La seva filosofia de vida era pessimista i estoica, però va donar importància a la fraternitat humana, el cultiu del coneixement i la solidaritat, com a valors de gran rellevància. Va dedicar diversos anys a preparar la col·lecció pòstuma de poemes coneguda com a Les Destinées (encara que va ser titulada originalment Poèemes philosophiques) que conclou amb el seu missatge final, L'Esprit pur.
Alfred de Vigny va contreure càncer gàstric al voltant dels 60 anys, al qual es va enfrontar amb estoïcisme: Quand on voit ce qu'on est sud terrenys et ce qu'on laisse / Seül li silence est grand; tout le reste est faiblesse. (Quan veus el que som i el que representa la vida / Només el silenci és gran, tota la resta és debilitat). Vigny va morir a París el 17 de setembre de 1863, pocs mesos després de morir la seva dona, i va ser enterrat al seu costat al cementiri de Montmartre de la mateixa ciutat.

## Obres seleccionades
- Le Bal (1820)
- Poèmes (1822)

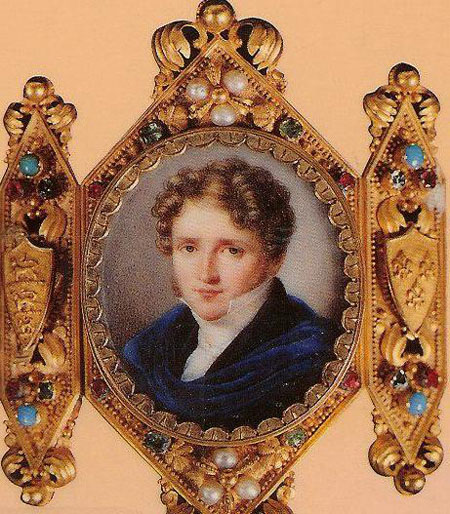
Alfred Victor de Vigny.

- Éloa, ou La sœur des anges (1824)
- Poèmes antiques et modernes (1826) amb el poema emblemàtic sobre la Sérieuse una fregata de la reial armada francesa
- Cinq-Mars (1826)
- La maréchale d'Ancre (1831)
- Stello (1832)
- Quitte pour la peur (1833)
- Servitude et grandeur militaires (1835), recull de tres novel·les: Laura i el segell roig, La nit de Vincennes, i La vida i la mort del Capità Renaud o El bastó de jonc. Totes tres novel·les traduïdes al català per Carles Riba i Josep Janés i Olivé.
- Chatterton (1835)
- Les Destinées (1864)
- Journal d'un poète (1867)
- Œuvres complètes (1883-1885)
- Daphné (1912)